# 鼠鼻舟尾鱈
鼠鼻舟尾鱈，為輻鰭魚綱鱈形目鼠尾鱈科的其中一種，分布於西南太平洋諾福克海脊海域，屬深海底棲性魚類，深度1098-1480公尺，體長可達26.7公分，棲息在底層水域，生活習性不明。

## 扩展阅读
維基物種上的相關：鼠鼻舟尾鱈